# Leucoloma caldense
Leucoloma caldense är en bladmossart som beskrevs av C. Müller och Johan Ångström 1876. Leucoloma caldense ingår i släktet Leucoloma och familjen Dicranaceae. Inga underarter finns listade i Catalogue of Life.